# Tour de France à la voile 2015
Navigation
2014 2016
Le TFV 2015 est le 38e Tour de France à la voile, il se déroule du 3 au 26 juillet 2015.

## Compétitions et animations
Le tour de France à la voile s'est toujours couru, jusqu'en 2014, sur des bateaux monocoques. 2015 marque le changement avec le passage aux multicoques.

## Equipages
En 2015, les 28 équipages qui concourent sont ainsi répartis :
- 25 français, 1 belge, 1 australien et 1 suisse.
- 28 concourent pour le classement général[2] et 6 pour le classement amateur[3].

## Parcours et déroulement de la compétition
La dernière scène est annulée en raison des conditions météo.
| \| Dunkerque Fécamp Pornichet Roscoff Les Sables-d'Olonne Roses (ESP) Gruissan Marseille Nice \| Localisation des villes étapes du TFV 2015. |
| Dunkerque Fécamp Pornichet Roscoff Les Sables-d'Olonne Roses (ESP) Gruissan Marseille Nice                                                   |

## Vainqueurs d'étapes
| Acte.Scène | Date            | Ville               | Type           | Distance | Vainqueur Team           | Vainqueur Skipper                     |
| ---------- | --------------- | ------------------- | -------------- | -------- | ------------------------ | ------------------------------------- |
| 1.1        | ven. 3 juillet  | Dunkerque           | Raid côtier    |          | Grandeur Nature Vérandas | Frédéric Duthil                       |
| 1.2        | sam. 4 juillet  | Dunkerque           |                |          | -                        | -                                     |
| 1.3        | dim. 5 juillet  | Dunkerque           | Stade Nautique |          | annulé                   |                                       |
| 2.1        | lun. 6 juillet  | Fécamp              | Raid côtier    |          | Groupama                 | Franck Cammas                         |
| 2.2        | mar. 7 juillet  | Fécamp              | Stade Nautique |          | Groupama                 | Franck Cammas                         |
| 3.1        | jeu. 9 juillet  | Pornichet           | Raid côtier    |          | Groupama                 | Franck Cammas                         |
| 3.2        | ven. 10 juillet | Pornichet           | Stade Nautique |          | Combiwest                | Frédéric Guilmin                      |
| 4.1        | sam. 11 juillet | Roscoff             | Raid côtier    |          | Spindrift                | Xavier Revil / François Morvan        |
| 4.2        | dim. 12 juillet | Roscoff             | Stade Nautique |          | Spindrift                | Xavier Revil / François Morvan        |
| 5.1        | mar. 14 juillet | Les Sables-d'Olonne | Raid côtier    |          | Groupama                 | Franck Cammas                         |
| 5.2        | mer. 15 juillet | Les Sables-d'Olonne | Stade Nautique |          | Combiwest                | Frédéric Guilmin                      |
| 6.1        | ven. 17 juillet | Roses               | Raid côtier    |          | Spindrift                | Xavier Revil / François Morvan        |
| 6.2        | sam. 18 juillet | Roses               | Stade Nautique |          | Combiwest                | Frédéric Guilmin                      |
| 7.1        | dim. 19 juillet | Gruissan            | Raid côtier    |          | Spindrift                | Xavier Revil / François Morvan        |
| 7.2        | lun. 20 juillet | Gruissan            | Stade Nautique |          | Vannes Agglo             | Quentin Delapierre / Matthieu Salomon |
| 8.1        | mer. 22 juillet | Marseille           | Raid côtier    |          | Groupama                 | Franck Cammas                         |
| 8.2        | jeu. 23 juillet | Marseille           | Stade Nautique |          | PRB                      | Vincent Riou                          |
| 9.1        | ven. 24 juillet | Nice                | Raid côtier    |          | Spindrift                | Xavier Revil / François Morvan        |
| 9.2        | sam. 25 juillet | Nice                | -              | -        | -                        |                                       |
| 9.3        | dim. 26 juillet | Nice                | Stade Nautique |          | annulé                   |                                       |

## Classement final
A égalité de points après la dernière course, il a fallu départager les concurrents à la différence du nombre de deuxième place. C'est donc l'équipage de Xavier Revil et François Morvan qui est déclaré vainqueur.
| Pos. | Team                     | Skipper                               | Points |
| ---- | ------------------------ | ------------------------------------- | ------ |
| 1    | Spindrift                | Xavier Revil / François Morvan        | 747    |
| 2    | Groupama                 | Franck Cammas                         | 747    |
| 3    | Combiwest                | Frédéric Guilmin                      | 744    |
| 4    | Vannes Agglo             | Quentin Delapierre / Matthieu Salomon | 704    |
| 5    | Grandeur Nature Vérandas | Frédéric Duthil                       | 694    |